# Elezioni presidenziali in Kazakistan del 2022

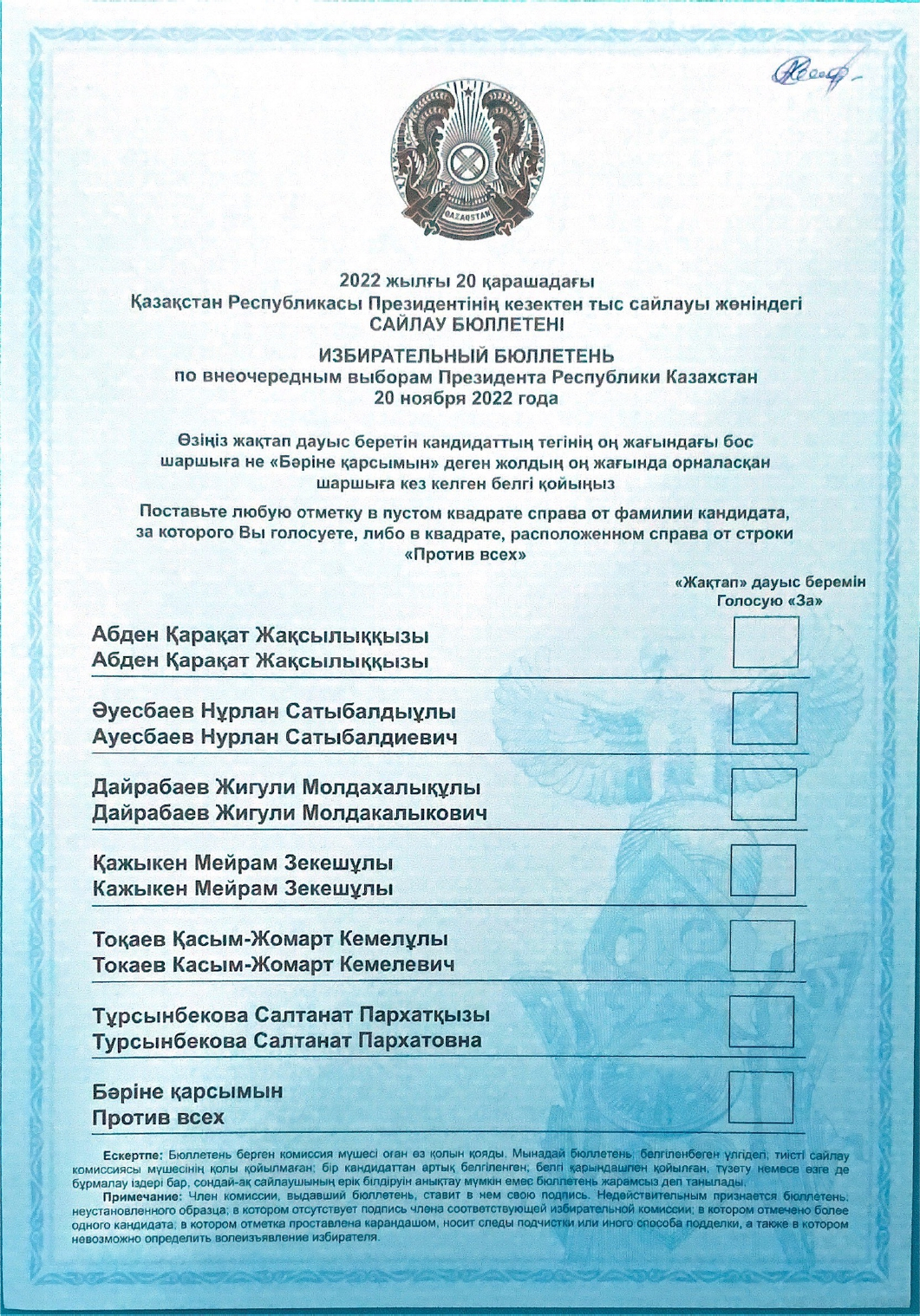
Scheda elettorale per le elezioni presidenziali kazake del 2022

Le elezioni presidenziali in Kazakistan del 2022 si sono tenute il 20 novembre per eleggere il futuro Presidente del paese.
Le consultazioni sono state indette anticipatamente in seguito alle violente proteste scaturitesi all’inizio del 2022 e ai conseguenti emendamenti costituzionali, atti a parlamentarizzare maggiormente le istituzioni del paese, proposti dal Governo in carica, nonché dal desiderio del Presidente uscente, Qasym-Jomart Toqaev, di ricandidarsi e modificare la presidenza in un ufficio di durata settennale non rinnovabile.
Senza molte sorprese (vista anche la bassa popolarità degli altri candidati e il fatto che il paese sia parzialmente autocratico), in seguito allo spoglio elettorale, è stato rieletto a grandissima maggioranza (81,31%) il Presidente uscente Qasym-Jomart Toqaev.

## Risultati
| Qasym-Jomart Toqaev   | Indipendente (Amanat)                | 6 456 392  | 81,31 |  |  |  |  |  |
| Jiguli Dairabaev      | Auyl                                 | 271 641    | 3,42  |  |  |  |  |  |
| Qaraqat Äbden         | Indipendente (KÄQŪA)                 | 206 206    | 2,60  |  |  |  |  |  |
| Nurlan Äuesbaev       | Partito Social Democratico Nazionale | 200 907    | 2,53  |  |  |  |  |  |
| Meiram Qajyken        | Indipendente (AKD)                   | 176 116    | 2,22  |  |  |  |  |  |
| Saltanat Tursynbekova | Qazaq Analary - Dästürge Jol         | 168 731    | 2,12  |  |  |  |  |  |
| Totale                | Totale                               | 7 940 477  | 100   |  |  |  |  |  |
|                       |                                      |            |       |  |  |  |  |  |
| Voti non validi       | Voti non validi                      | 359 569    | 4,33  |  |  |  |  |  |
| Votanti               | Votanti                              | 8 300 046  | 69,44 |  |  |  |  |  |
| Elettori              | Elettori                             | 11 953 465 |       |  |  |  |  |  |

Nota: 460.484 individui (5,80% dei votanti) ha votato l’opzione “Nessuno dei precedenti”, che viene conteggiata come un voto valido, sebbene, tecnicamente, non lo sia perché non esprime una preferenza.

### Esplicative
1. ↑  In Amanat fino all’aprile del 2022
2. ↑  Letteralmente, “Contro/avverso a tutti”

### Bibliografiche
1. ↑   Kazakistan prossimo al voto, la parola ai residenti, su euronews.it, 17 novembre 2022.